# Humbucker

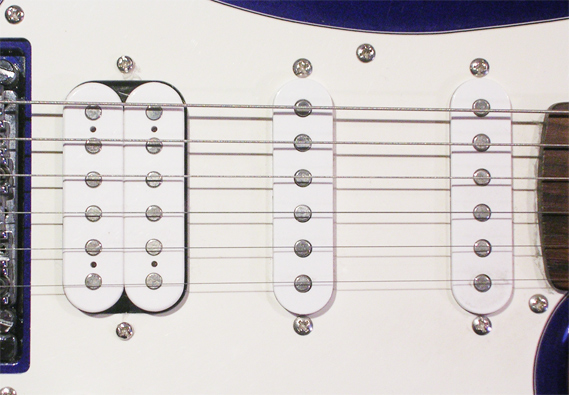
Gitaarelementen (links een dubbelspoelselement, midden en rechts enkelspoelselementen)

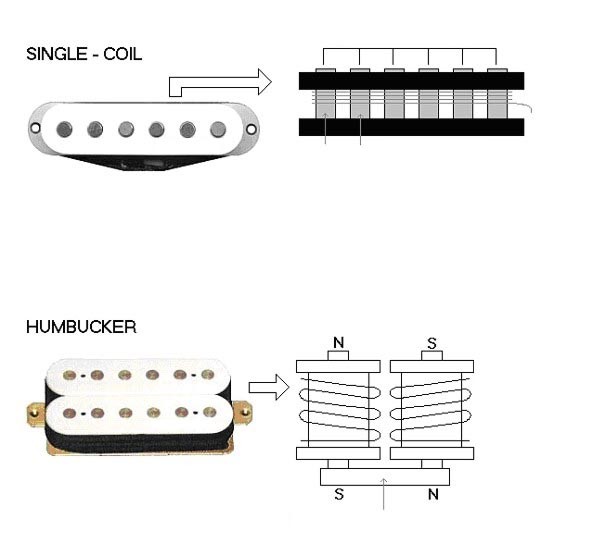
Schematische afbeelding van een single coil en een humbucker

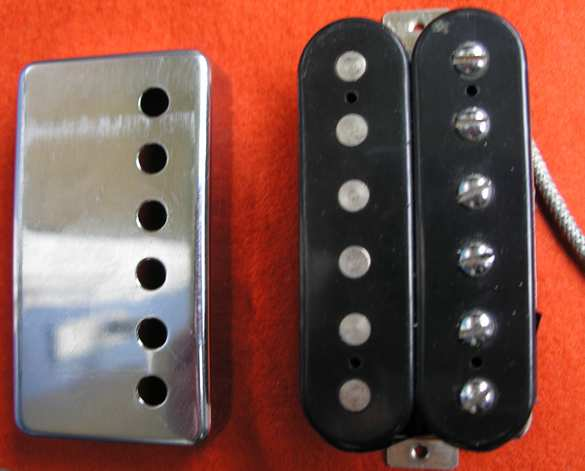
Stelschroeven op een PAF-humbucker van Gibson

Een humbucker is een dubbelspoels-gitaarelement. Het geluid is warmer en voller dan van een enkelspoels-gitaarelement ('single coil') en bekend van gitaristen als B.B. King, James Hetfield (Metallica), Richard Kruspe (Rammstein), Slash (Guns N' Roses) en Angus Young (AC/DC). 
De Gibson-technicus Seth Lover vond in 1955 de humbucker uit. Dit loste het probleem op van de brommende 'single coil pick-up'. Humbuckers zijn in serie geschakeld en staan in tegenfase met onderling een tegengesteld magnetisch veld. Doordat het magnetische veld tussen beide spoelen aangebracht wordt, vormen beide spoelen met de snaren een gesloten magnetische kring. Als de snaren bewegen in deze gesloten magnetische kring, dan varieert het magnetische veld in de spoelen en wordt er een elektrische spanning opgewekt. 
Doordat de snaren over een grotere lengte in het magnetische veld zitten, komt de grondtoon harder door dan de hogere harmonische. Een wisselend magnetisch veld buiten de kring zal, vanwege de schakeling in tegenfase, weinig invloed uitoefenen, mits beide spoelen gelijke eigenschappen bezitten. Dit geldt zowel voor 50 hertz als hoogfrequentere magnetische stoorbronnen. Het gebruik van twee spoelen in tegenfase om brom op te heffen was overigens niet helemaal nieuw. Het werd eerder al in platenspelers en bandrecorders toegepast.
Doordat de twee spoelen samen een dubbel aantal wikkelingen tellen, verdubbelt de door de snaren opgewekte spanning. Doordat ook de impedantie is verdubbeld, is het outputsignaal niet dubbel zo krachtig, maar wel een stuk krachtiger dan bij een enkele spoel. Door de breedte van het opneemveld worden de harmonische snaartrillingen ietwat (bijna verwaarloosbaar) verminderd. Groter is het gevolg van meer windingen waardoor hogere harmonischen meer worden verzwakt (een spoel werkt als low-pass filter) wat een vetter geluid geeft. Veel Fender-gitaarliefhebbers ervaren dit geluid als onprettig en verkiezen de single coil boven de humbucker.
In de tekening bevindt zich onder beide spoelen de magneet waarbij het magnetisme via de ijzeren stelschroeven doorloopt naar boven en dezelfde polariteit houdt boven het element. In sommige spoelen bevinden zich ook magneetstaafjes die het totale magnetisch veld versterken, waardoor de humbucker een nog grotere output geeft. De notatie N en S boven de spoelen is in de tekening foutief aangegeven.
Het overgrote deel van de humbuckers wordt nogaltijd grotendeels volgens het ontwerp van Seth Lover geproduceerd, waarbij er door variaties in het type magneet, het aantal windingen en de manier van winden verschillende uitvoeringen hun eigen klankeigenschappen hebben.

## Andere typen humbucker

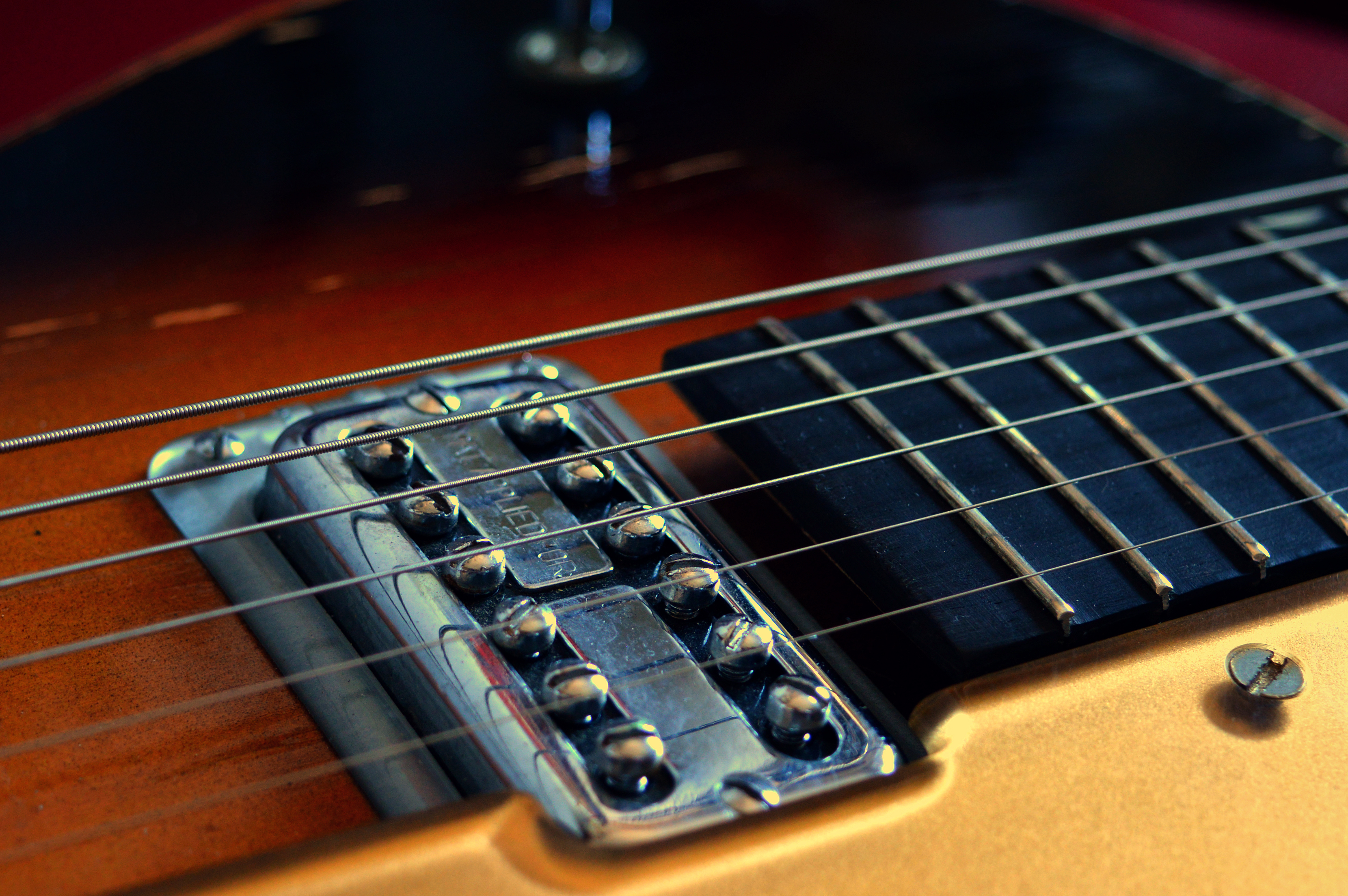
Een Filtertron op een Gretsch 6124 uit 1959

Er zijn ook beduidend afwijkende ontwerpen. Rond dezelfde tijd dat Gibson de enkelspoels-P-90 door PAF-humbucker van Seth Lover op hun gitaren begon te vervangen werkten ook door Jimmy Webster en Ray Butts voor gitaarfabrikant Gretsch op verzoek van Chet Atkins aan een humbucker die de DeArmond Dynasonic op hun gitaren moest vervangen. Butts had in 1954 al dubbelspoels-elementen ontwikkeld die Chet Atkins op zijn gitaren gebruikte. Deze Filtertron-elementen verschillen van de PAF in dat ze zijn ontworpen om bij benadering net zo helder als de Dynasonics te klinken terwijl de PAF naar de donkerder klank van de P-90 was gemodelleerd. Dit bereikte Gretsch door het element iets smaller te maken met minder windingen op de spoelen waardoor de impedantie lager is er minder hoge tonen worden weggefilterd. De magneet zit niet onder, maar tussen de spoelen in. De signaalsterkte van filtertrons is door het lagere aantal windingen zwakker dan bij de meeste andere magnetische gitaarelementen. Het patent voor de Filter’Tron werd op 22 januari 1957 door Gretsch ingediend en werd op 30 juni 1959 goedgekeurd. Tijdens de zomer-NAMM van 1957 werden zowel de Gretsch Filter’Tron als Gibson PAF gepresenteerd. En hoewel Butts eerder met het principe van het dubbelsporlselement was begonnen diende Gibson een klacht tegen Gretsch in. Bijgevolg konden beide bedrijven hun nieuwe elementen niet onmiddellijk op de markt brengen. Uiteindelijk besloten de directeuren van beide bedrijven (die goede vrienden waren) de strijdbijl te begraven, vooral omdat de klank van beide humbucker-types totaal verschillend was en daarmee niet concurrerend.
Epiphone ontwikkelde de minihumbucker die eruitziet als een kleinere versie van de PAF. Deze klinkt over het algemeen helderder dan een normale PAF. Gibson zou deze vanaf eind jaren 60 gebruiken voor de Les Paul Deluxe. Omdat Gibson voor de eerste serie Les Paul Deluxe oude voorraden onafgebouwde Les Paul’s van voor 1957 gebruikte die voor montage van P90’s waren uitgefreesd paste de PAF-elementen niet. Epiphones minihumbuckers konden met een extra plastic ring eromheen wel in die element-holtes worden gemonteerd.
Voor Fender ontwikkelde Seth Lover begin jaren 1970 de wide range humbucker, bedoeld om helderder dan een PAF te klinken die vanaf 1972 op een aantal Telecaster-modellen zou worden gebruikt.
Hotrails elementen zijn humbuckers waarbij de spoelen zo smal zijn gemaakt dat ze het formaat van een Telecaster- of Stratocaster element hebben. Stacked humbuckers zijn eveneens humbuckers in enkelspoelsformaat maar met de spoelen boven, in plaats van naast elkaar geplaatst. Deze zijn meestal ontworpen om als bromloze enkelspoelers te klinken. De Fender Noiseless serie is hiervan een bekend voorbeeld.

## Coil-split
Bij veel hedendaagse humbuckers zit een derde draad bevestigd, die aan de verbinding tussen de twee spoelen vast zit. Wanneer deze middels een schakelaar met een van de twee andere draden wordt verbonden, wordt een van de twee spoelen kortgesloten, waardoor de humbucker min of meer als een enkelspoels-element gaat werken en klinken. Dit wordt coil splitting genoemd. Soms wordt foutief de term coil tapping gebruikt. Maar dit betekent dat er halverwege een spoel signaal wordt afgetapt.